# Pintupi
A língua pintupi é uma língua aborígene australiana. É uma das línguas wati da zona Sul-Oeste pertencente a um ramo da família Pama-Nyungan. 
Pintupi é o nome comumente usado para se referir a uma variedade das línguas do Deserto Ocidental (WDL em inglês) faladas por aborígenes da área oeste do Lago MacDonald e o Lago Mackay no oeste da Austrália. Este povo moveu-se das comunidades aborígenes da Papunya e Haasts Bluff em direção ao oeste do Território do Norte entre 1940 e 1980 (os últimos pintupis deixaram o seu tradicional modo de vida no deserto em 1984). Em décadas recentes voltaram ao seu território de origem, juntando-se aos Kintore (em pintupi conhecidos como Walungurru) no Território Norte , e aos Kiwirrkura e Jupiter Well (em pintupi Puntutjarrpa) no oeste da Austrália.
As crianças que nasceram em Papunya e Haasts Bluff cresceram falando uma nova variedade de pintupi, agora conhecida como pintupi-luritja, consequência do contacto com falantes do arrernte, warlpiri e outras variedades das WDL. Isto continuou enquanto continuaram movendo-se para o oeste até o ponto de que hoje em dia quase todos os pintupi falam pintupi-luritja, apesar da existência de claras distinções entre a maioria das variedades do oeste e o leste.

## Fonologia
A fonologia de Pintupi foi descrita por K. & C. e L. & E. Hansen, com base em trabalho de campo realizado em Papunya, Território do Norte em 1967–68..

### Consoantes
Pintupi tem 17 fonemas consoantes. Os símbolos usados na ortografia prática são mostrados entre colchetes, quando diferem dos símbolos IPA.
|                | Periférica | Periférica      | Coronal          | Coronal          | Coronal | Lamino- palatal |
| Bilabial       | Velar      | Apico- alveolar | Apico- retroflex | Lamino- alveolar |         | Lamino- palatal |
| -------------- | ---------- | --------------- | ---------------- | ---------------- | ------- | --------------- |
| Plosiva        | p          | k               | t                | ʈ (t)            | t̻ (tj)  |                 |
| Nasal Oclusiva | m          | ŋ (ng)          | n                | ɳ (n)            | n̻ (ny)  |                 |
| Vibrante       |            |                 | r (rr)           |                  |         |                 |
| Lateral        |            |                 | l                | ɭ (l)            | l̻ (ly)  |                 |
| Aproximante    | w          | w               | ɻ (r)            | ɻ (r)            |         | j (y)           |

As lamino-alveolares são frequentemente palatalizadas e  / t̻ / geralmente tem uma alofonia com [tˢ].
A vibrante  / r / geralmente atua num único contato (isto é, uma “flap” {{[ɾ]}}) em fala comum, mas vários contatos (um verdadeiro trinado) num discurso lento, enfático ou zangado. A retroflexa aproximente  / ɻ / também pode ser realizado como essas “flap”  [ɽ].
Hansen e Hansen (1969) referem-se às retroflexas como "apico-domais".

### Vogais
Pintupi possui seis fonemas vocálicos, três longos e três curtos. Todos são no nível fonêmico. Novamente, os símbolos usados na ortografia prática são mostrados entre colchetes, onde diferem dos símbolos fonêmicos.
|         | Anterior    | Central     | Posterior   |
| ------- | ----------- | ----------- | ----------- |
| Fechada | i • iː (ii) |             | u • uː (uu) |
| Aberta  |             | a • aː (aa) |             |

Os fonemas das vogais curtas são surdos quando a palavra é finalizada no fim de uma cláusula, como em  [ŋurakutulpi̥]} 'ele finalmente veio ao acampamento',  [kapilat̻uɻḁ ] 'todos nós trouxemos água para ele' e  [jilariŋu̥] 'foi perto'.
As vogais curtas são róticas antes de consoantes retroflexas, como em “lança” de {árvore (genérico) ' [wa ,a]',  [ka˞ɳa] ' (um tipo) 'e  [mu˞ɭi]' um abrigo '.
A vogal aberta  / a / é mudada para ditongo  [aⁱ] e  [aᵘ] antes de  / j / e  / w / respectivamente, como em  [waⁱjunpuwa] 'pare (it)' e  [kaᵘwu˞ɳpa] 'cinzas frias'.

## Ortografia
Uma ortografia foi desenvolvida pelos Hansens,  sendo usada em suas publicações, que incluem um dicionário, um esboço de gramática e porções da Bíblia. Essa ortografia também é usada na escola bilíngue e, principalmente, no Centro de Produção de Literatura da escola. A ortografia é mostrada nas tabelas acima de consoantes e vogais.

### Fonotáticas
Pintupi possui apenas dois tipos possíveis de sílabas: CV (uma consoante seguida de uma vogal) e CVC (consoante-vogal-consoante). No meio de uma palavra,  / m / e  / ŋ / podem aparecer na sílaba final somente quando seguidas de uma plosiva homorgânica, como em  / t̻ampu / 'lado esquerdo' e  / miŋkiɻi / 'rato'. Caso contrário, apenas sonorantes coronais podem aparecer no final da sílaba. Todas as consoantes, exceto as apico-alveolares e  / l̻ /, podem aparecer na posição inicial da palavra; somente sonorantes coronais (exceto  / ɻ /) podem aparecer na posição final da palavra. No entanto, no final de uma cláusula, a sílaba  / pa / é adicionada às palavras finais da consoante, portanto, as consoantes podem não aparecer na posição final de cláusula.
Vogais curtas podem aparecer em qualquer lugar da palavra; vogais longas podem aparecer apenas na primeira sílaba (enfatizada), como em  / ɳiːrki / 'eagle' e  / maːra / 'ignorantes'.

### Processos fonológicos
Quando um sufixo inicial  / t / segue uma consoante final de raiz, o  / t /  assimila em local de articulação para a consoante anterior, como em  / maɭan̻ + tu / →  [maɭan̻t̻u] 'irmão mais novo (sujeito transitivo)',  / pawuɭ + ta / →  [pawuɭʈa] 'na base espiritual'. No entanto, a sequência  / r + t / passa por coalescência linguística e aparece como simples  [ʈ], como em  / t̻intar + ta / →  [t̻intaʈa] 'em Tjintar'.
Quando duas seqüências CV idênticas se encontram no limite de uma palavra, elas passam por haplologia e se fundem em uma única palavra em discurso rápido, como em  / mutikajiŋ  'ka ka'  ɭpakatiŋu / → { {IPA | [mutikajiŋ  'ka'  kpakatiŋu]}} 'entrou no carro' e  / parari  'ŋu ŋu' urpa / →  [parari' ' 'ŋu'  paurpa] 'passou pelo meio'. Quando uma consoante lamino-alveolar ou  / j / é seguida por  / a / na última sílaba de uma palavra, e a próxima palavra começa com {{IPA | / ja /} }, a palavra inicial  / j / é excluída e os dois  / a / adjacentes - sons se fundem em um longo  / aː /, como em  / ŋa  'l jaa ja'  nuja / →  ['a  'l̻aː'  nuja] 'todos eles vieram' e  / wi  'ja ja  'pura / →  [wi'  jaː  'pura]' não oeste '.

### Prosódia
As palavras pintupi têm tonicidade na primeira sílaba. Em um discurso cuidadoso, cada segunda sílaba depois disso (ou seja, a terceira, quinta, sétima etc.) pode receber uma tonicidade secundária mas essa tonicidade secundária nunca recai sobre a sílaba final da palavra, como em {{IPA | [At̻akaˌmaraˌkuɳaɻa]} } 'para o benefício de Tjakamara' e  [ˈjumaˌɻiŋkaˌmaraˌt̻uɻaka] 'por causa da sogra'. No entanto, a partícula  / ka / (que indica uma mudança de sujeito) não é tônica quando é o primeiro morfema em uma cláusula, como em  / kaˈjanu / ' (ele foi').